# Sevilla la Nueva
Sevilla la Nueva là một đô thị trong Cộng đồng Madrid, Tây Ban Nha. Đô thị này có diện tích 25,1 km², dân số theo điều tra năm 2010 của Viện thống kê quốc gia Tây Ban Nha là 8578 người. Đô thị này nằm ở khu vực có độ cao 675 mét trên mực nước biển. Cự ly so với Madrid là 38 km. Đô thị này được lập năm 1544.